# Casado (menjar)
El casado és un plat tradicional de la gastronomia de Costa Rica. Es tracta d'un plat que consisteix en arròs bullit, mongeta i un plàtan dolç fregit, s'acostuma a acompanyar de carn de boví, carn de porc, peix o pollastre. De vegades s'inclou una guarnició en forma de amanida i usualment se l'afegeix pasta en diverses variants. Aquest plat és considerat un blue-plate special a Costa Rica.

## Característiques
El plat és una varietat d'ingredients "casats" amb l'arròs. Acostuma a contenir entre tres i quatre cullerades d'arròs. Altres autors esmenten que el plat es denomina així per ésser l'aliment d'un home casat, Diu la història local a Costa Rica que aquest és «el primer menjar en un matrimoni», el plat és elaborat per petites porcions de diversos plats amb l'objectiu de saber que guisat és el favorit de la parella des del primer dia.
El contingut tradicional consta de: mongetes seques, arròs, plàtan, margalló, ou i principalment carn de boví, pollastre, porc o peix. Les amanides que l'ho acompanyen depèn de la disponibilitat dels ingredients, que poden anar-hi des de la patata, la iuca, un variat de confitat en vinagre o cols, entre moltes altres. A més a més, amb regularitat es combina amb pastes, que poden anar-hi des de macarrons o canelons a en salsa de tomàquet fins a una amanida freda de cargolins amb maionesa i tonyina.
El casado és un dels tres principals plats de la cuina costa-riquenya, juntament amb el gallo pinto i l'olla de carn i sempre representa una opció econòmica i típica en un menú del país. En essència és un plat mestís, que combina les tres principals influències gastronòmiques a Costa Rica -europea, indígena i africana-, en integrar: l'arròs portat pels espanyols, els fesols consumits per africans i indígenes, la pasta aportada pels italians, el plàtan fregit provinent de la cuina afro-antillana i els «picadillos» inspirats en els plats andalusos.